# Tutsiové

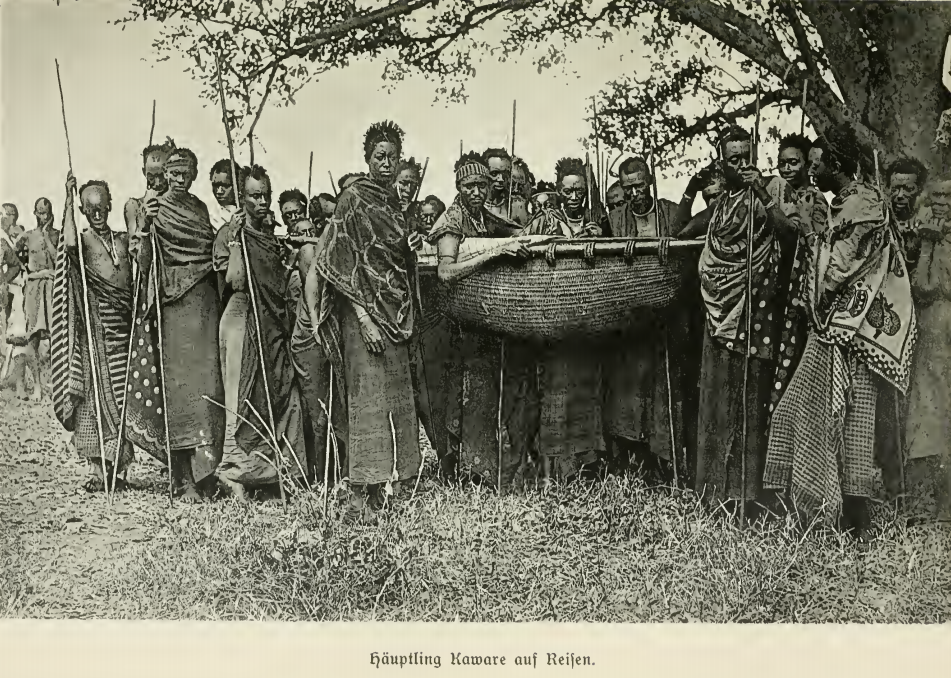
Tutsiové (1904)

Tutsiové, známí rovněž pod názvy Abatutsi, Watussi nebo Wahuma, jež vycházejí z plurálové formy etnonyma Tutsi, jsou jedna ze tří původních národností středoafrických států Rwanda a Burundi. Žijí ale též ve východní části Demokratické republiky Kongo. Druhá dvě příbuzná etnika jsou Twaové a Hutuové. Právě Hutuové se stali nesmiřitelnými nepřáteli Tutsiů a během genocidy za občanské války ve Rwandě povraždili více než třetinu jejich celkové populace.
Tutsiové byli především pastevci skotu a válečníci, v minulosti žili pohromadě s Huty, kteří byli rolníci. Do oblasti Velkých jezer předkové Tutsiů přišli v průběhu středověku ze severu, snad z jižní Etiopie a Súdánu. Bojovní Tutsiové brzy ovládli Huty a Tawy, nad nimiž si vytvořili privilegované postavení, z čehož pramení nenávist Hutů vůči nim. Od 16. století až do roku 1962 vládli Rwandě tutsijští králové s titulem mwami. Poslední král Kigeli V. odešel po referendu, které rozhodlo o zrušení monarchie, roku 1962 do exilu ve Spojených státech. Zvláštností Tutsiů je jejich výška. Patří mezi etnika s největší průměrnou výškou, která se u mužů pohybuje nad hranicí 190 cm.
Etnikum čítá přes 2,5 milionu lidí (ve Rwandě a Burundi). Vyznávají převážně katolictví, dále pak islám a nativní náboženství, založené na víře v nejvyššího nebeského boha Imaanu, který chrání lidstvo před útoky démonů. Dále uctívají duchy předků abazihmu (v singuláru mzimu), které je nutné usmiřovat oběťmi. Stejné představy jsou i součástí nativního náboženství Hutuů. Tutsiové, stejně jako Hutuové hovoří jazykem kirundi nebo rwandsky, někteří také francouzsky a anglicky.
Podle Tutsiů bylo pojmenováno dlouhorohé východoafrické plemeno skotu watusi, které ale chovají i další pastevecká etnika v Ugandě, Keni a Tanzanii, například Masajové.